# Mariana Yampolsky
Mariana Yampolsky, née le 6 septembre 1925 à Chicago, morte le 3 mai 2002, est l'une des figures majeures de la photographie mexicaine du XXe siècle, connue pour ses photos de vue de gens ordinaires dans des situations quotidiennes et  dans les zones rurales du pays. Elle est née aux États-Unis, mais est venue au Mexique pour étudier l'art et n'en est jamais repartie, devenant citoyenne mexicaine en 1958. Sa carrière de photographe a commencé comme une activité secondaire pour documenter ses voyages et son travail dans le domaine des arts et de la politique, mais elle a commencé à exposer ses photographies dans les années 1960. Depuis lors et jusqu'à sa mort en 2002, ses œuvres ont été exposées dans le monde entier et ont été à plusieurs reprises primées. Bien qu'elle soit surtout connue pour ses photographies, elle a été graveuse, et a fait de l'imprimerie, de la lithographie et de la peinture. Elle a également travaillé comme conservatrice et éditrice.

## Biographie
Mariana Yampolsky est née le 6 septembre 1925 à Chicago, dans l'Illinois. Elle a été élevée dans la ferme de son grand-père paternel dans l'Illinois jusqu'à la fin de ses études secondaires. Sa mère était Hedwig Urbach. Son père, Oscar Yampolsky, était un sculpteur et peintre juif russe. Il a rencontré sa mère à Rome. Ils avaient rejoint ensuite les États-Unis pour échapper à l'antisémitisme sévissant en Europe. Sa mère était issue d'une famille juive allemande de classe supérieure, dont la famille a ensuite immigré au Brésil pour échapper aux nazis. L'oncle de sa mère était Franz Boas, qui a créé le domaine de l'anthropologie aux États-Unis. Sa famille était intellectuelle, cultivée, socialiste, avec une vision du monde humaniste.
Elle a obtenu sa licence en sciences sociales à l'université de Chicago en 1944, à 18 ans. La même année, son père est mort et sa mère s'est installée à New York. L'année suivante, elle a décidé de partir étudier au Mexique, où, en fait, elle a passé le reste de sa vie.
En 1945, elle devient membre du Taller de Gráfica Popular (Atelier d'arts graphiques populaires), seule femme à l'époque dans ce groupe. Cette organisation était dédiée à la création et à la promotion d'un art à tendance politique. Elle avait été fondée en 1937 par plusieurs militants anti-fascistes, notamment Leopoldo Méndez, Pablo O'Higgins et Luis Arenal. Elle a été graveuse au sein de ce groupe jusqu'en 1960, et le premier membre de son comité exécutif . Elle a exposé au Taller ses travaux de gravure réalisés entre 1945 et 1958. Son travail avec ce groupe comprend des images d'Emiliano Zapata et de soldats zapatistes. Son travail avec le Taller, ainsi que ses relations avec les autres membres, ont renforcé sa passion pour le Mexique, ses habitants, ses traditions, son art populaire, et sa culture. Elle a appris à danser de nombreuses danses folkloriques du pays.
Elle a rencontré d'autres artistes de sa génération, dont Ángel Bracho (en) et Alberto Beltrán, qui l'ont aidée à apprendre l'espagnol et l'ont encouragée à dessiner tout ce qu'elle voyait au Mexique, tant dans la ville de Mexico que dans les autres États mexicains. Elle a également travaillé comme conservatrice, organisant des expositions au Mexique et dans d'autres pays comme la Suède, le Japon et la France.
Elle a commencé à travailler dans la photographie en 1948, à la suite d'un échange avec Hannes Meyer, initialement pour enregistrer ses voyages personnels et les activités du Taller dans les années 1940 et 1950. Elle a étudié la photographie à l'académie de San Carlos avec Lola Álvarez Bravo et Manuel Álvarez Bravo. L'influence de ces photographes est visible dans des œuvres telles que The Blessing of the Corn (1960) et Apron [Tablier] (1988). En 1951, elle est membre fondateur du Salón de la Plástica Mexicana à l'École nationale de peinture, de sculpture et de graphisme.
Elle est devenue citoyenne mexicaine en 1958.
Sa première exposition de photographies a eu lieu en 1960[3]. Pendant trois ans, à la fin des années 1960, elle a parcouru les zones rurales du Mexique pour photographier pour la maison d'édition Fondo de la Plástica Mexicana. Ces photos comprennent des images de peintures murales, d'œuvres de José Guadalupe Posada, de peinture européenne au Mexique et d'art populaire. Des années 1970 aux années 1990, ses photographies ont fait l'objet d'expositions personnelles aux Pays-Bas, en Angleterre et au Mexique.
Elle a été rédactrice en arts graphiques pour des manuels scolaires de l'enseignement primaire, qui utilisaient de nombreuses reproductions de peintures, de graphiques, de sculptures et de photographies. Il s'agissait de textes consacrés aux mathématiques, à la littérature, aux sciences naturelles et aux sciences sociales. Dans les années 1960 et 1970, elle a travaillé avec Leopoldo Méndez sur un livre intitulé The Ephemera and the Eternal of Mexican Popular Art. Elle a travaillé en tant qu'illustratrice pour le journal El Día de Mexico et pour une publication du ministère mexicain des Communications intitulée Annals. Elle a collaboré à l'illustration d'un livre pour enfants intitulé "Colibrí" ainsi qu'à des manuels de sciences naturelles dans les années 1970 et 1980. En 1980, elle a créé le livre Niños (Enfants), un livre d'art illustré avec des images d'enfants à différents stades, de l'époque préhispanique à l'époque moderne, publié par le ministère mexicain de l'Éducation publique. Pendant le reste de la décennie, elle a édité divers livres d'art liés aux artistes mexicains, à la nourriture, aux jouets, aux coutumes et aux cérémonies.
Son travail se retrouve dans 15 livres monographiques et dans de nombreuses collections publiques et privées dans le monde, notamment celles du Museo de Arte Moderno, du Centro Cultural de Arte Contemporáneo, du Museum of Modern Art (MoMA) de New York, du San Francisco Museum of Modern Art et de la Fototeca Nacional de l'INAH à Pachuca. Elle a été exposée dans plus de 50 expositions individuelles et environ 150 expositions collectives à l'échelle internationale, dans des pays tels que les États-Unis, la Grande-Bretagne, la Suisse et l'Italie.
Elle est morte le 3 mai 2002.